# اشتید
اشتید (به انگلیسی: Ashtead) یک روستا در بریتانیا است که در ساری واقع شده‌است. اشتید ۱۱٫۵۹ کیلومتر مربع مساحت و ۱۴٬۱۶۹ نفر جمعیت دارد.